# Rhinotus variabilis
Rhinotus variabilis är en mångfotingart som beskrevs av Carl Graf Attems 1930. Rhinotus variabilis ingår i släktet Rhinotus och familjen Siphonotidae. Inga underarter finns listade i Catalogue of Life.